# Епифаново (Нижегородская область)
Епифа́ново — село в Вачском районе Нижегородской области. Входит в состав Арефинского сельсовета.

## География
Находится в км 8 к северо-востоку от Вачи и в 90 км к юго-западу от Нижнего Новгорода. Абсолютная высота над уровнем моря — 184 м..

### Часовой пояс
Епифаново находится в часовой зоне МСК (московское время). Смещение применяемого времени относительно UTC составляет +3:00.

## Инфраструктура
В селе находится почтовое отделение с индексом 606159.

## Население
| 1999 | 2002 | 2010 |
| ---- | ---- | ---- |
| 257  | ↘234 | ↘214 |

Национальный состав
Согласно результатам переписи 2002 года, в национальной структуре населения русские составляли 100% из 234 человек.